# Frunze Harutyunyan
Frunze Harutyunyan (ur. 16 lutego 1991 roku) – szwedzki zapaśnik walczący w stylu klasycznym. Zajął osiemnaste miejsce na mistrzostwach świata w 2013. Siedemnasty na mistrzostwach Europy w 2016. Szesnasty na igrzyskach europejskich w 2015. Szósty w Pucharze Świata w 2015 roku.
Mistrz Szwecji w latach: 2010, 2012 i 2015.